# Juri Alexejewitsch Chmyljow
Juri Alexejewitsch Chmyljow (russisch Юрий Алексеевич Хмылёв; * 9. August 1964 in Moskau, Russische SFSR) ist ein ehemaliger russischer Eishockeyspieler.

## Karriere
Chmyljow spielte von 1981 bis 1992 für Krylja Sowetow Moskau. Beim NHL Entry Draft 1992 war er in der fünften Runde an 108. Stelle von den Buffalo Sabres ausgewählt worden. Deshalb wagte er nach dem Zerfall der Sowjetunion den Sprung in die National Hockey League. Insgesamt erzielte er 163 Tore in 456 Spielen in der sowjetischen Liga.
Am 21. April 1981 stand er in einem Spiel gegen die Tschechoslowakei zum ersten Mal für die Sbornaja auf dem Eis. Am 8. Dezember 1990 bestritt er sein letztes Länderspiel für die UdSSR. Bei den Eishockey-Weltmeisterschaften wurde er drei Mal mit seiner Mannschaft Weltmeister (1981, 1986, 1989). Seine internationale Karriere wurde mit der Goldmedaille bei den Olympischen Winterspielen 1992 gekrönt. 1992 wurde er in die „Russische Hockey Hall of Fame“ aufgenommen.
Während seiner Karriere in der NHL spielte er für Buffalo Sabres (1992 bis 1996) und St. Louis Blues (1995 bis 1997).